# Зеледон, Хосе Кастуло
Хосе Кастуло Зеледон (1846—1923) — коста-риканский орнитолог.
Сын губернатора провинции Сан-Хосе. Его наставником стал немецкий орнитолог Александр фон Франциус. Возвращаясь в Германию, он отвёз Зеледона в США, где тот подружился на всю жизнь с Робертом Риджуэем. В 1872 вернулся в Коста-Рику с экспедицией Уильяма Мора Габба.
Собрал большую коллекцию, благодаря которой было описано много новых видов птиц. Её он пожертвовал в Национальный музей Коста-Рики, созданный также в основном усилиями Зеледона.
В честь Зеледона были названы виды птиц Zeledonia coronata и Phyllomyias zeledoni.